# Microrégion de Furos de Breves

Localisation de la microrégion de Furos de Breves

La microrégion de Furos de Breves est l'une des trois microrégions qui subdivisent la mésorégion du Marajó, dans l'État du Pará au Brésil.
Elle comporte 5 municipalités qui regroupaient 187 176 habitants en 2006 pour une superficie totale de 30 094 km2.

## Municipalités[1]
- Afuá
- Anajás
- Breves
- Curralinho
- São Sebastião da Boa Vista